# Ueken
Ueken – miejscowość w gminie Herznach-Ueken w Szwajcarii, w kantonie Argowia, w okręgu Laufenburg. Liczy 975 mieszkańców (31 grudnia 2022). Do 31 grudnia 2022 samodzielna gmina.